# Rasa del Pujol (Segarra-Solsonès)
La Rasa del Pujol o Rasa de Pujol, que al llarg del seu curs rep també les denominacions de Barranc de Riatós (al curs alt) i de Barranc de Rossells (al curs mitjà), és un torrent afluent per la dreta de la Riera de Sanaüja.
Neix a poc més de 500 m. al sud del cim de les Santes Creus de Bordell. De direcció predominant cap al sud, passa successivament relativament a prop de les masies de Riatós i Rossells, ambdues a la seva riba esquerra, pel Mas de la Vila i Pujol, ambdues a la seva riba dreta per acabar desguassant al seu col·lector al sud de la masia dels Bellons. El Clot del Bancal n'és un afluent destacable.
La seva xarxa hidrogràfica està constituïda per 17 cursos fluvials la longitud total dels quals suma 21.892 m.
El conjunt de la xarxa hidrogràfica transcorre pels següents termes municipals:

Des del seu naixement, la Rasa del Pujol passa successivament pels següents termes municipals.